# Championnat d'Europe de poursuite masculin (juniors)
Pour les articles homonymes, voir Championnat d'Europe de poursuite.
Le Championnat d'Europe de poursuite individuelle masculin juniors est le championnat d'Europe de poursuite organisé annuellement par l'Union européenne de cyclisme pour les cyclistes âgés de 17 et 18 ans, sur une distance de 3 000 m. Le championnat organisé en 1973-1974 puis depuis 2001, a lieu dans le cadre des championnats d'Europe de cyclisme sur piste juniors et espoirs.

## Palmarès
| Année | Or                     | Argent                | Bronze              |
| ----- | ---------------------- | --------------------- | ------------------- |
| 1973  | Jean-Luc Vandenbroucke | Gregor Braun          | Eugen Helm          |
| 1974  | Sergueï Baranov        | Gábor Szűcs           | Holger Nagel        |
| 2001  | Milan Behunek          | Vitaliy Kondrut       | Martin Goldinger    |
| 2002  | Nikolai Trussov        | Mikhail Ignatiev      | Vitaliy Kondrut     |
| 2003  | Alexander Khatuntsev   | Levi Heimans          | Mikhail Ignatiev    |
| 2004  | Vitaliy Shchedov       | Ivan Kovalev          | Michael Arends      |
| 2005  | Alexandr Pliuschin     | Vitaliy Shchedov      | Ivan Rovny          |
| 2006  | Marco Coledan          | Ievgueni Kovalev      | Alexandre Lemair    |
| 2007  | Arthur Ershov          | Jérôme Cousin         | Albert Torres       |
| 2008  | Albert Torres          | Arthur Ershov         | Mark Christian      |
| 2009  | Konstantin Kuperasov   | Ivan Savitskiy        | George Atkins       |
| 2010  | Viktor Manakov         | Evgeny Shalunov       | Filippo Ranzi       |
| 2011  | Jonathan Dibben        | Owain Doull           | Kévin Lesellier     |
| 2012  | Tom Bohli              | Nils Schomber         | Jonathan Dibben     |
| 2013  | Pavel Chursin          | Valentin Madouas      | Corentin Ermenault  |
| 2014  | Ivo Oliveira           | Corentin Ermenault    | Daniel Staniszewski |
| 2015  | Daniel Staniszewski    | Thomas Denis          | Maksim Sukhov       |
| 2016  | Geórgios Stravakákis   | Ivan Smirnov          | Reece Wood          |
| 2017  | Ivan Smirnov           | Xeno Young            | Rhys Britton        |
| 2018  | Samuele Manfredi       | Panagiótis Karatsivis | Nikita Bersenev     |
| 2019  | Nicolas Heinrich       | Tobias Buck-Gramcko   | Leo Hayter          |
| 2020  | Benjamin Boos          | Carl-Frederik Bévort  | Manlio Moro         |
| 2021  | Samuele Bonetto        | Benjamin Boos         | Josh Charlton       |
| 2022  | Luca Giaimi            | Ben Jochum            | Joshua Tarling      |
| 2023  | Luca Giaimi            | Matthew Brennan       | Ben Wiggins         |
| 2024  | Paul-Felix Petry       | Jacopo Sasso          | Oscar Vosgerau      |
| 2025  | Henry Hobbs            | Luc Royer             | Ruben Ferrari       |